# Fiume Veneto
Fiume Veneto là một đô thị ở tỉnh Pordenone trong vùng Friuli-Venezia Giulia, có cự ly khoảng 90 km về phía tây bắc của Trieste và khoảng 7 km về phía đông nam của Pordenone. Tại thời điểm ngày 31 tháng 12 năm 2004, đô thị này có dân số 10.652 người và diện tích là 35,8 km².
Đô thị Fiume Veneto có các frazioni (các đơn vị cấp dưới, chủ yếu là các làng) Cimpello, Pescincanna, Bannia, và Praturlone.
Fiume Veneto giáp các đô thị: Azzano Decimo, Casarsa della Delizia, Chions, Pordenone, San Vito al Tagliamento, Zoppola.